# Cremocarpon
Cremocarpon là một chi thực vật có hoa trong họ Thiến thảo (Rubiaceae).

## Loài
Chi Cremocarpon gồm các loài: